# Sundaeschna
Sundaeschna – rodzaj ważek z rodziny żagnicowatych (Aeshnidae).

## Zasięg występowania
Rodzaj obejmuje gatunki występujące w Azji Południowo-Wschodniej – w południowym Wietnamie i południowej Mjanmie.

## Systematyka
Rodzaj ten wprowadzili w 2018 roku japońscy zoolodzy Takuya Kiyoshi i Naoji Katatani dla dwóch nowo opisanych przez siebie gatunków; na gatunek typowy wyznaczyli Sundaeschna cattienensis.

### Etymologia
Sundaeschna: nazwa rodzaju pochodzi od Sundalandu, regionu biogeograficznego w Azji Południowo-Wschodniej, który obejmuje lokalizacje typowe obu nowych gatunków.

### Podział systematyczny
Do rodzaju należą następujące gatunki:
- Sundaeschna cattienensis Katatani & Kiyoshi, 2018
- Sundaeschna tanintharyiensis Kiyoshi & Katatani, 2018